# ForAfrika Deutschland
ForAfrika Deutschland e. V. ist eine nichtstaatliche Organisation der internationalen Entwicklungszusammenarbeit, die ihre Arbeit auf kinder- und jugendorientierte Projekte in Afrika konzentriert. Der Verein ist ein Zweig von ForAfrika International, Südafrika.
Der Verein JAM (Joint Aid Management) Deutschland e.V. wurde 2004 in Stuttgart gegründet. JAM Deutschland e.V. wurde 2022 in ForAfrika Deutschland e. V. umbenannt.
Der Verein setzt sich für bedürftige Menschen in Südafrika, Angola, Mosambik, dem Südsudan und Uganda ein. Die Arbeit wird hauptsächlich aus Spenden und Fördergelder finanziert. Im Geschäftsjahr 2021 betrugen die Gesamteinnahmen 1,7 Mio. €.

## Aufgaben
Die Arbeit von ForAfrika umfasst folgende Programme:
- Nahrung und Bildung für Schülerinnen und Schüler
- Versorgung mit sauberem Trinkwasser (Brunnenbohrungen)
- Schulungen im Bereich Wasser und Hygiene (WaSH)
- Gesundheitsversorgung für unterernährte Kinder
- Katastrophen- und Flüchtlingshilfe
- Landwirtschaftliche Projekte

## Spendensiegel
ForAfrika Deutschland ist als gemeinnütziger Verein anerkannt und trägt das Spendensiegel des Deutschen Zentralinstituts für soziale Fragen.